# Anne Pitoniak
Anne Pitoniak (Westfield, 30 marzo 1922 – Manhattan, 22 aprile 2007) è stata un'attrice statunitense, attiva in campo teatrale, televisivo e cinematografico.

## Biografia
Anne Pitoniak nacque a Westfield, figlia di Sophie Porubovic e John Pitoniak. Attiva prevalentemente in campo teatrale, Anne Pitoniak ha recitato a Broadway nei classici Agnese di Dio, Zio Vanja, Differenti opinioni e Danza di morte. È nota soprattutto per aver recitato nella prima del dramma Buonanotte mamma di Marsha Norman, accanto a Kathy Bates; il dramma debuttò a Cambridge nel 1982 e fu riproposto a Broadway l'anno successivo. Per la sua interpretazione la Pitoniak fu candidata al Tony Award alla migliore attrice protagonista in un'opera teatrale e vinse il Theatre World Award. Nel 1994 ricevette una seconda candidatura ai Tony Award, questa volta come migliore attrice non protagonista in un'opera teatrale, per un altro dramma vincitore del Premio Pulitzer per la drammaturgia, Picnic di William Inge.
Morì di cancro a Manhattan nel 2007, poco dopo il suo ottantacinquesimo compleanno.

## Filmografia parziale

### Cinema
- Come ti ammazzo un killer (The Survivors), regia di Michael Ritchie (1983)
- Agnese di Dio (Agnes of God), regia di Norman Jewison (1985)
- I delitti della palude (Sister, Sister), regia di Bill Condon (1987)
- Una donna tutta particolare (Housekeeping), regia di Bill Forsyth (1987)
- Best Seller, regia di John Flynn (1987)
- Una donna in carriera (Working Girl), regia di Mike Nichols (1988)
- Old Gringo - Il vecchio gringo (Old Gringo), regia di Luis Puenzo (1989)
- La ballata del caffè triste (The Ballad of the Sad Café), regia di Simon Callow (1991)
- Detective coi tacchi a spillo (V.I. Warshawski), regia di Jeff Kanew (1991)
- La voce del silenzio (House of Cards), regia di Michael Lessac (1993)
- Amare è... (Bed of Roses), regia di Michael Goldenberg (1996)
- Segreti (A Thousand Acres), regia di Jocelyn Moorhouse (1997)
- Per amore... dei soldi (Where the Money Is), regia di Marek Kanievska (1999)
- L'amore infedele - Unfaithful (Unfaithful), regia di Adrian Lyne (2002)

### Televisione
- Hill Street giorno e notte (Hill Street Blues) - serie TV, 1 episodio (1985)
- AfterMASH - serie TV, 9 episodi (1984-1985)
- American Playhouse - serie TV, 2 episodi (1984-1987)
- Un giustiziere a New York (The Equalizer) - serie TV, 1 episodio (1985)
- Cin cin (Cheers) - serie TV, 1 episodio (1987)
- CBS Summer Playhouse - serie TV, 1 episodio (1988)
- Golden Years - serie TV, 1 episodio (1991)
- Great Performances - serie TV, 1 episodio (1994)
- New York Undercover - serie TV, 1 episodio (1996)
- E.R. - Medici in prima linea (ER) - serie TV, 1 episodio (1997)
- Becker - serie TV, episodio 1x12 (1999)
- Squadra emergenza (Third Watch) - serie TV, 4 episodi (2000-2002)
- Law & Order - Unità vittime speciali (Law & Order: Special Victims Unit) - serie TV, 2 episodi (2001-2005)

## Doppiatrici italiane
- Miranda Bonansea in The Opportunists
- Franca Dominici in Old Gringo - Il vecchio gringo